# Gästartist
Gästartist, på engelska guest appearance, är en benämning inom musikindustrin med syfte att tillerkänna en artist/musiker, vilken inte är huvudartist vid framförandet av en låt eller, ibland, ett musikalbum. Gästartisten markeras i textmaterialet normalt med en förkortning av det engelska ordet featuring (ung. "medverkande"): feat., ft., f., eller f/, 
Antalet låtar med en featured artist/musiker har ökat efter millennieskiftet, även om företeelsen förekommit ända sedan singelhitlistornas barndom, i Storbritannien från 1954.

## Exempel
- Anders Widmark featuring Sara Isaksson
- Live Yardbirds! Featuring Jimmy Page
- Love Can Turn Us Blind featuring Kitty Jutbring
- Elias featuring Frans